# Lazarus Rising
A Lazarus Rising az Odaát című televíziós sorozat negyedik évadjának első epizódja.

## Cselekmény
Dean csodával határos módon felébred, és kiássa magát egy elhagyatott mezőre ásott sírjából, mely körül valami természetfeletti erő szétdöntötte a fákat. A fiú egy közeli benzinkútra tör be, ahol pénzt és élelmet vesz magához, ám váratlanul egy nagy frekvenciájú hang széttöri a körülötte lévő üveget. Miután elmúlt a veszély, Dean beindítja a ház előtt álló autót, és Bobby-hoz hajt vele.
A férfi először nem hiszi el, hogy valóban Dean lenne az, így rátámad és szenteltvizet önt rá, ám miután meggyőződött annak valódi kilétéről, elviszi őt Samhez. Sam örül bátyja visszatérésének, ám mikor közli, hogy nem ő hozta vissza az élők közé, felvetődik a kérdés: ki állhat a háttérben, ugyanis Dean semmire nem emlékszik az odalenn töltött időből.
Bobby elviszi a fivéreket egy Pamela Barnes nevű médiumhoz, hogy vele együtt kiderítsék, mi történt valójában, ám mikor a nő megpróbálja megidézni Dean megmentőjét, hirtelen kiégnek a szemei. Pamela kórházba kerül, Sam és Dean pedig a történtek után beül egy helyi étterembe, ahol azonban érkezésük után az alkalmazottak és a vendégek szemei feketévé változnak. A démonok nem bántják a két fiút, hanem közlik velük: ők sem tudják, ki menthette meg Deant.
Míg az éj leple alatt Sam elviszi Dean autóját, Dean a hotelben arra ébred, hogy a fülsiketítő zaj ismét széttör minden üveget körülötte. Miután a hang abbamaradt, a fiú Bobby-val elindul, hogy megkeressék Samet, ám mikor az felhívja őket és közli, hogy csak egy sörre ment el, elhatározzák: ketten együtt megidézik a keresett lényt.
Sam visszatér a démonokkal teli étterembe, ám ott már csak azok holttesteit találja, kiégett szemekkel. Váratlanul egy szintén kiégetett szemű jelenik meg, és támad a fiúra, ám az eddig sohasem látott képességével megöli azt. Váratlanul egy ismeretlen lány is betér a bárba, akiről a beszélgetés során kiderül, hogy Ruby az. A démonlány és Sam egy asztalhoz ülnek beszélgetni, ami során elhatározzák, nem avatják be Deant abba, amit csinálnak.
Bobby és Dean ezalatt végrehajtják a szertartást, aminek végén egy férfi jelenik meg. A fickó közeledni kezd a két démonvadász felé, mire azok meglövik és megsebzik Ruby tőrével, ennek ellenére annak ezek meg sem kottyannak. A férfi végül eszméletlenné teszi Bobby-t, majd Deanen is felülkerekedve közli vele: ő egy Castiel nevű angyal, aki Isten parancsára mentette meg őt a Pokolból, mivel az Úrnak tervei vannak vele…

## Természetfeletti lények

### Démonok
A démonokat a folklórban, mitológiában és a vallásban egyaránt olyan természetfeletti lényként, gonosz szellemként írják le, melyeket meg lehet idézni, és irányítani is lehet. Közeledtüket általában elektromos zavarok jelzik, maguk mögött pedig ként hagynak.

### Angyal
Az angyalok Isten katonái, aki időtlen idők óta védelmezik az emberiséget. Eme teremtményeknek hatalmas szárnyaik vannak, emberekkel azonban csak emberi testen keresztül képesek kapcsolatba lépni, ugyanis puszta látványuk nemcsak az emberek, de még a természetfeletti lények szemét is kiégetik, hangjuk pedig fülsiketítő. Isteni képességük folytán halhatatlanok.

## Időpontok és helyszínek
- 2008. szeptember 18. – Pontiac, Illinois

## Zenék
- AC/DC – You Shook Me All Night Long
- The Republic Tigers – Fight Song
- Vision – Jason Manns
- Martyn Laight – Wrapped Around Your Finger

## Külső hivatkozások
- Supernatural-Lazarus Rising az Internet Movie Database oldalon (angolul)